# Lord’s Cricket Ground
Lord’s Cricket Ground – stadion krykietowy w St John’s Wood w City of Westminster Londynie, stanowiący własność Marylebone Cricket Club (MCC). Jeden z najbardziej renomowanych obiektów tej dyscypliny sportu na świecie.